# Soulèvement du ghetto de Varsovie
Ne doit pas être confondu avec Insurrection de Varsovie ou Le Soulèvement du ghetto de Varsovie.
Pour les articles homonymes, voir Bataille de Varsovie.
Seconde Guerre mondiale
Batailles
Front de l’Est

Prémices :
- Campagne de Pologne
- Guerre d'Hiver

Guerre germano-soviétique :
- 1941 : l'invasion de l'URSS

- Opération Barbarossa

Front nord : 
- Guerre de Continuation
- Opération Silberfuchs
- Siège de Léningrad

Front central : 
- 2e bataille de Brest-Litovsk
- Bataille de Białystok–Minsk
- 1re bataille de Smolensk
- Bataille de Kiev

Front sud : 
- Siège d'Odessa
- Campagne de Crimée

- 1941-1942 : la contre-offensive soviétique

Front nord : 
- Poche de Demiansk
- Poche de Kholm

Front central : 
- Bataille de Moscou

Front sud : 
- Seconde bataille de Kharkov

- 1942-1943 : de Fall Blau à la 3e bataille de Kharkov

Front nord : 
- Offensive de Siniavino
- Opération Iskra
- Bataille de Krasny Bor
- Opération Poliarnaïa Zvezda

Front central : 
- Opération Mars

Front sud : 
- Bataille du Caucase (opération Fall Blau)
- Bataille de Stalingrad
- Opération Uranus
- Opération Saturne
- Offensive d'Ostrogojsk-Rossoch
- Offensive de Voronej-Kastornoe
- Opération Gallop
- Opération Étoile
- Troisième bataille de Kharkov

- 1943-1944 : libération de l'Ukraine et de la Biélorussie

Front central : 
- 2e bataille de Smolensk
- Opération Bagration

Front sud : 
- Bataille de Koursk
- Bataille du Dniepr
- Offensive Dniepr-Carpates
- Offensive de Crimée
- Offensive de Lvov-Sandomir

- 1944-1945 : campagnes d'Europe centrale et d'Allemagne

Allemagne : 
- Offensive Vistule-Oder
- Offensive de Poméranie orientale
- Siège de Breslau
- Offensive de Prusse-Orientale
- Bataille de Königsberg
- Bataille de Seelow
- Bataille de Bautzen
- Bataille de Berlin
- Capitulation allemande

Front nord et Finlande : 
- Guerre de Laponie
- Offensive Leningrad-Novgorod
- Bataille de Narva

Europe orientale : 
- Opération Margarethe
- Insurrection de Varsovie
- Soulèvement national slovaque
- Opération Panzerfaust
- Bataille de Budapest
- Opération Frühlingserwachen
- Offensive de Vienne
- Insurrection de Prague
- Offensive de Prague
- Bataille de Slivice

Front d’Europe de l’Ouest

Campagnes d'Afrique, du Moyen-Orient et de Méditerranée

Bataille de l’Atlantique

Guerre du Pacifique

Guerre sino-japonaise

Théâtre américain
Le soulèvement du ghetto de Varsovie est une révolte armée, organisée et menée par la population juive du ghetto de Varsovie contre les forces d'occupation allemandes entre le 19 avril et le 16 mai 1943. C'est l'acte de résistance juive pendant la Shoah le plus connu et le plus commémoré.

## Histoire
Le 22 juillet 1942 débute la Grande Action : les Allemands commencent à déporter les Juifs au camp d'extermination de Treblinka. Début janvier 1943, les autorités allemandes décident d’accélérer la déportation de la population civile du ghetto vers les camps d'extermination afin de le « liquider » définitivement. Dans le cadre de l'Aktion Reinhard, la population du ghetto est en effet déjà passée de 450 000 à environ 70 000 personnes.
Les déportations massives de l'été avaient eu comme conséquence l'apparition d'une résistance juive armée dans le ghetto autour de deux organisations : d'une part l'Organisation juive de combat (Żydowska Organizacja Bojowa, ŻOB) d'inspiration sioniste et bundiste, dirigée par Mordechaj Anielewicz, 23 ans, et Marek Edelman, 24 ans, et d'autre part l'Union militaire juive (Żydowski Związek Wojskowy, ŻZW), organisation sioniste révisionniste du Betar dirigée par Pawel Frenkel et Dawid Moryc Apfelbaum.
Le 18 janvier 1943, ces deux groupes s'opposent par la force à une nouvelle vague de déportation. Après quatre jours de combats de rue, le ghetto est paralysé et les déportations suspendues.
Heinrich Himmler donne donc l'ordre à son représentant en Pologne, le Höhere SS- und Polizeiführer (HSSPf) Friedrich-Wilhelm Krüger, dans une lettre du 16 février 1943, de détruire complètement le ghetto. Il écrit : « Pour des raisons de sécurité, j'ordonne que le Ghetto de Varsovie soit détruit (…), après que tous les éléments de maisons ou les matériaux ayant de la valeur ont été récupérés ». Le 19 avril, la police allemande et les forces SS entrent dans le ghetto sous le commandement du SS-Oberführer Ferdinand von Sammern-Frankenegg afin de faire reprendre les déportations. Bien qu'équipés de chars, d'artillerie et de lance-flammes, les quelque 2 000 policiers et SS rencontrent une très vive résistance et le plan prévoyant la maîtrise complète du ghetto en trois jours est un échec complet.
Aussi Ferdinand von Sammern-Frankenegg est-il remplacé par Jürgen Stroop, qui met quatre semaines à anéantir le ghetto, en recevant chaque jour ses ordres du HSSPf Friedrich-Wilhelm Krüger et de Himmler en personne. Krüger lui recommande ainsi de faire exploser la synagogue de Varsovie. Les forces juives polonaises alignent 400 insurgés du ŻZW conduits par Dawid Moryc Apfelbaum et Paweł Frenkel et environ 500 combattants de la ŻOB (Organisation juive de combat) sous les ordres de Mordechaj Anielewicz. La résistance polonaise non juive, c'est-à-dire l'Armée Intérieure polonaise (Armia Krajowa, AK) fournit quelques hommes, mais aussi des armes. Marek Edelman, seul commandant survivant de l'insurrection, donne un nombre de combattants plus restreint : « Je me souviens d'eux tous, des garçons et des filles, 220 au total », âgés de 13 à 22 ans.
Marek Edelman a 24 ans lorsqu'il prend le commandement de l'un des trois groupes de combattants, constitué de cinquante insurgés. Après la mort des premiers dirigeants et le suicide de Mordechaj Anielewicz le 8 mai, c'est lui qui dirige l'insurrection. Ayant survécu aux combats, il participe l'année suivante à l'Insurrection de Varsovie.
La nourriture manquait terriblement. Marek Edelman indique : « nous ne mourions pas de faim. On peut vivre pendant trois semaines simplement avec de l'eau et du sucre », que lui et ses hommes trouvaient chez ceux qui avaient été déportés.
Durant les combats, environ 7 000 résidents du ghetto ont été tués, 6 000 ont été brûlés vifs ou gazés durant la destruction totale du quartier, les Allemands déportèrent les survivants, afin de les faire mourir, dans les camps d'extermination de Treblinka, Majdanek et dans les camps de concentration de Poniatowa et de Trawniki.
Le 16 mai, le soulèvement est écrasé.

Après la destruction des états-majors de la ŻOB et de la ŻZW et la chute du ghetto, de petits groupes de survivants continuent la lutte armée dans les ruines jusqu'au mois de juin 1943. Certains groupes de combattants parviennent également à sortir du ghetto et continuent la lutte, rejoignant les partisans dans les forêts de la région.

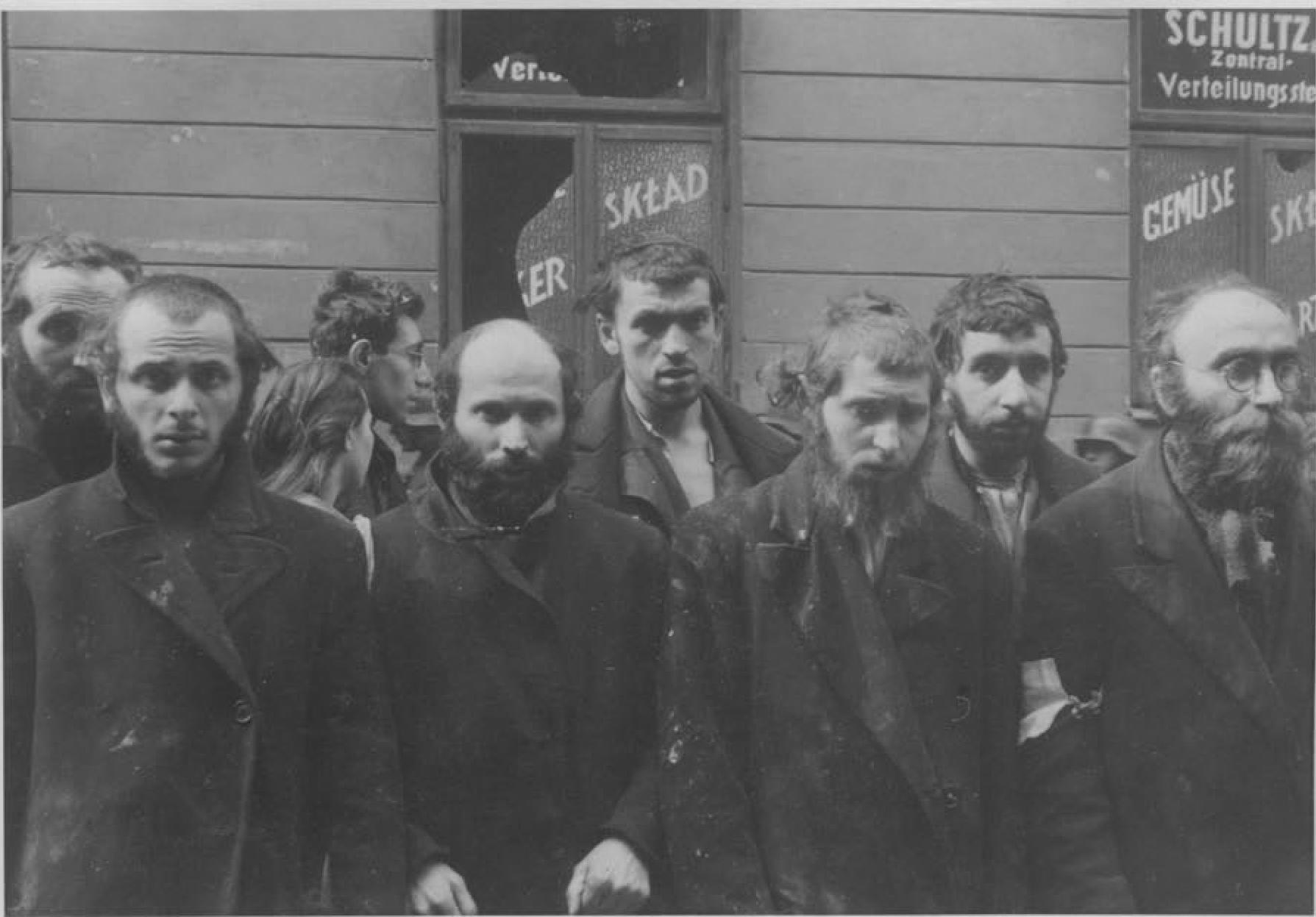
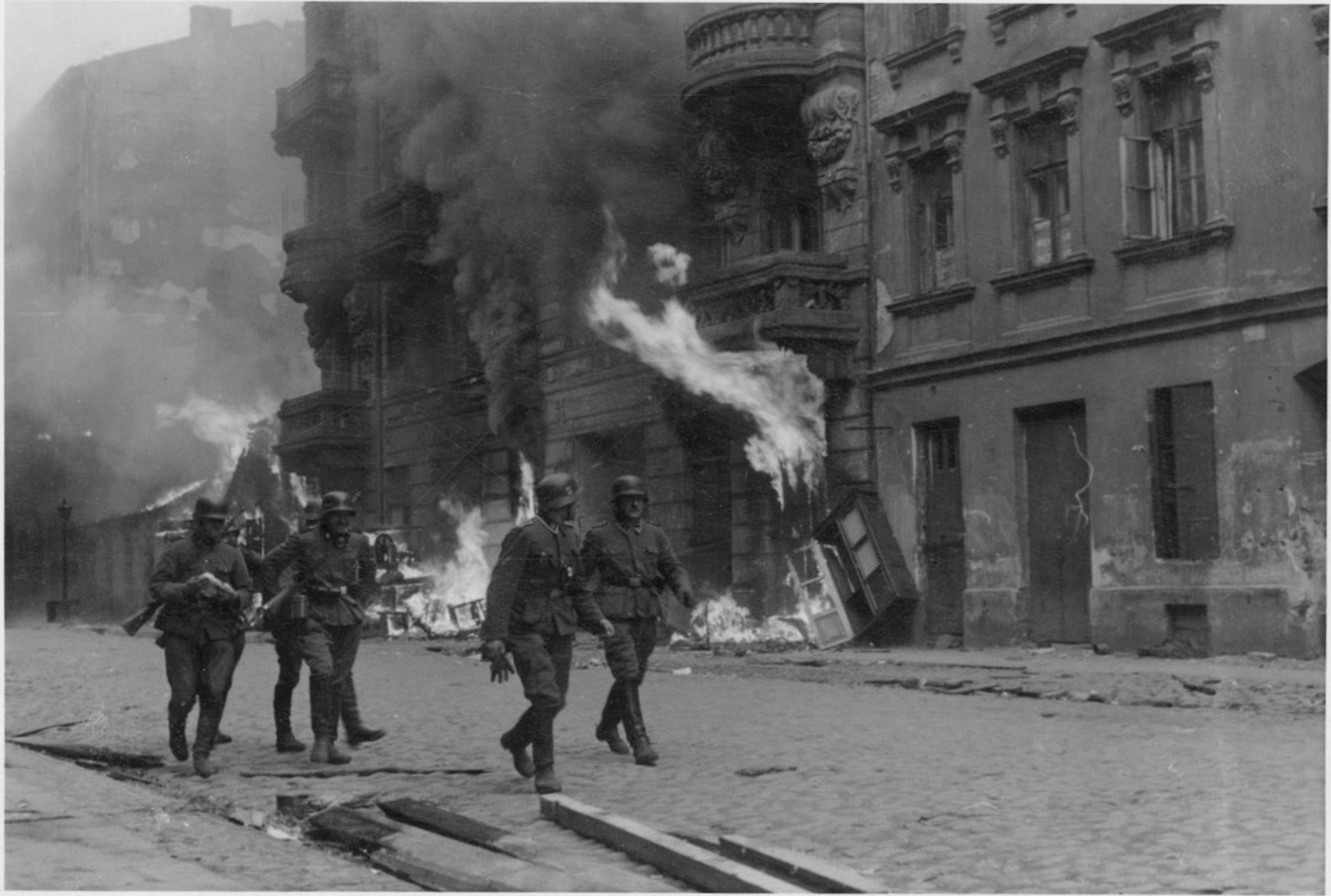
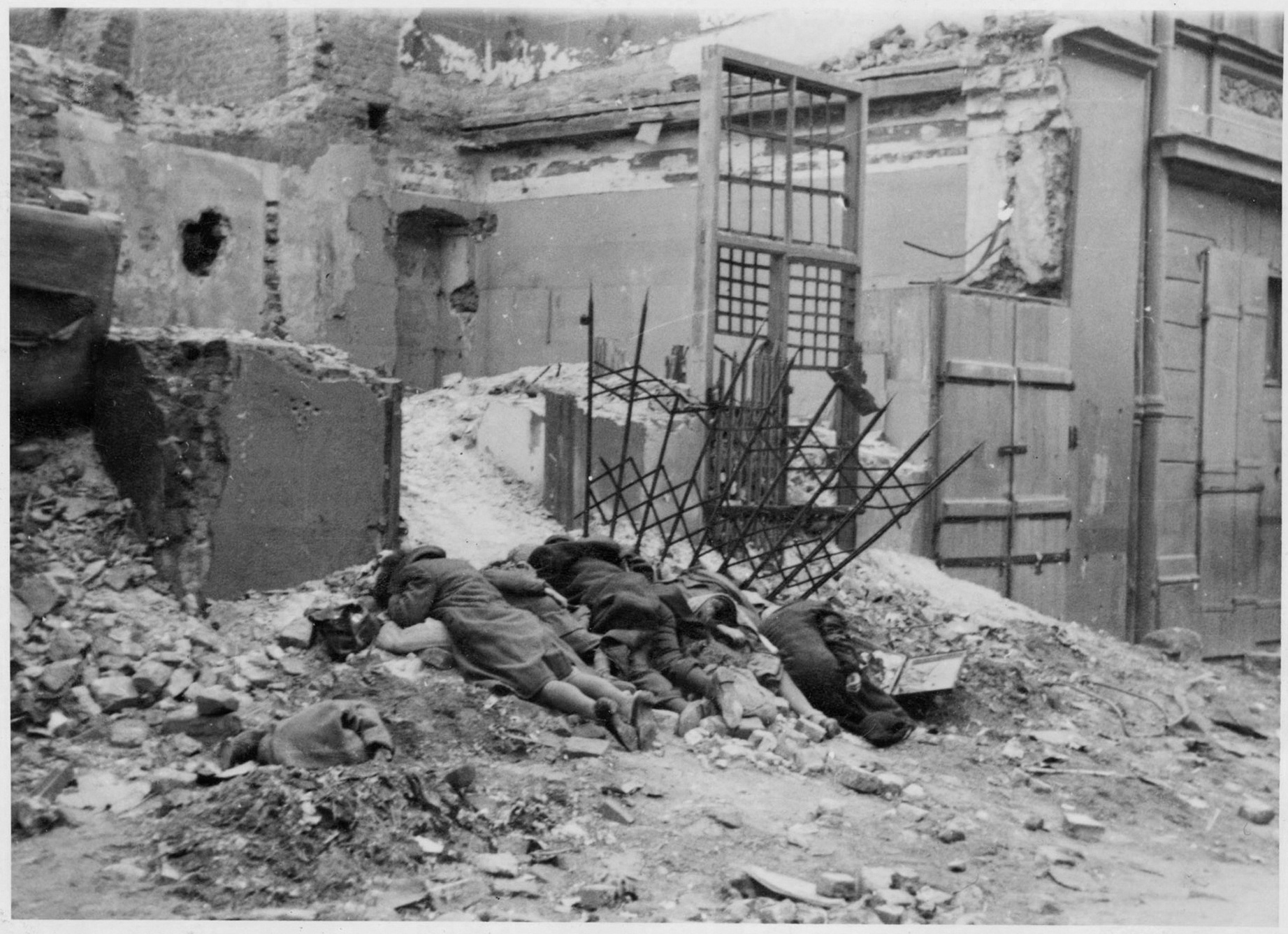

## Conséquences

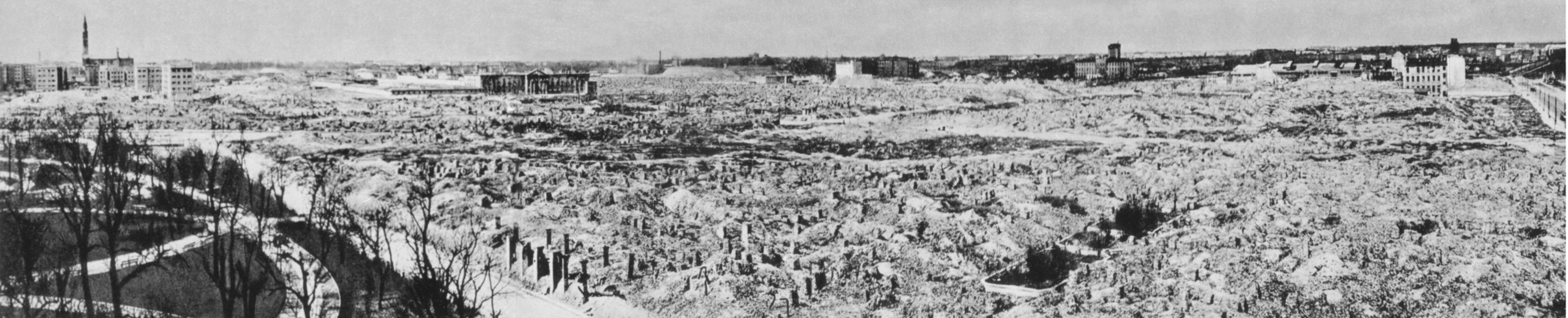
Photographie du ghetto rasé à la fin de la guerre.

Les conséquences morales et historiques de l'insurrection du ghetto de Varsovie furent importantes. La résistance dépassa les prévisions allemandes, même si l'issue était certaine au vu du déséquilibre des forces. Izrael Chaim Wilner (dont le pseudonyme était Jurek), soldat de la ŻOB, a résumé le sens de ce combat en ces termes : « My nie chcemy ratować życia. Żaden z nas żywy z tego nie wyjdzie. My chcemy ratować ludzką godność » (« Nous ne voulons pas sauver notre vie. Personne ne sortira vivant d'ici. Nous voulons sauver la dignité humaine »). Elle remet aussi en cause le cliché et stéréotype raciste du Juif passif.
En 1970, le chancelier Willy Brandt s'agenouille devant le mémorial du ghetto de Varsovie en Pologne.

## Photographie historique

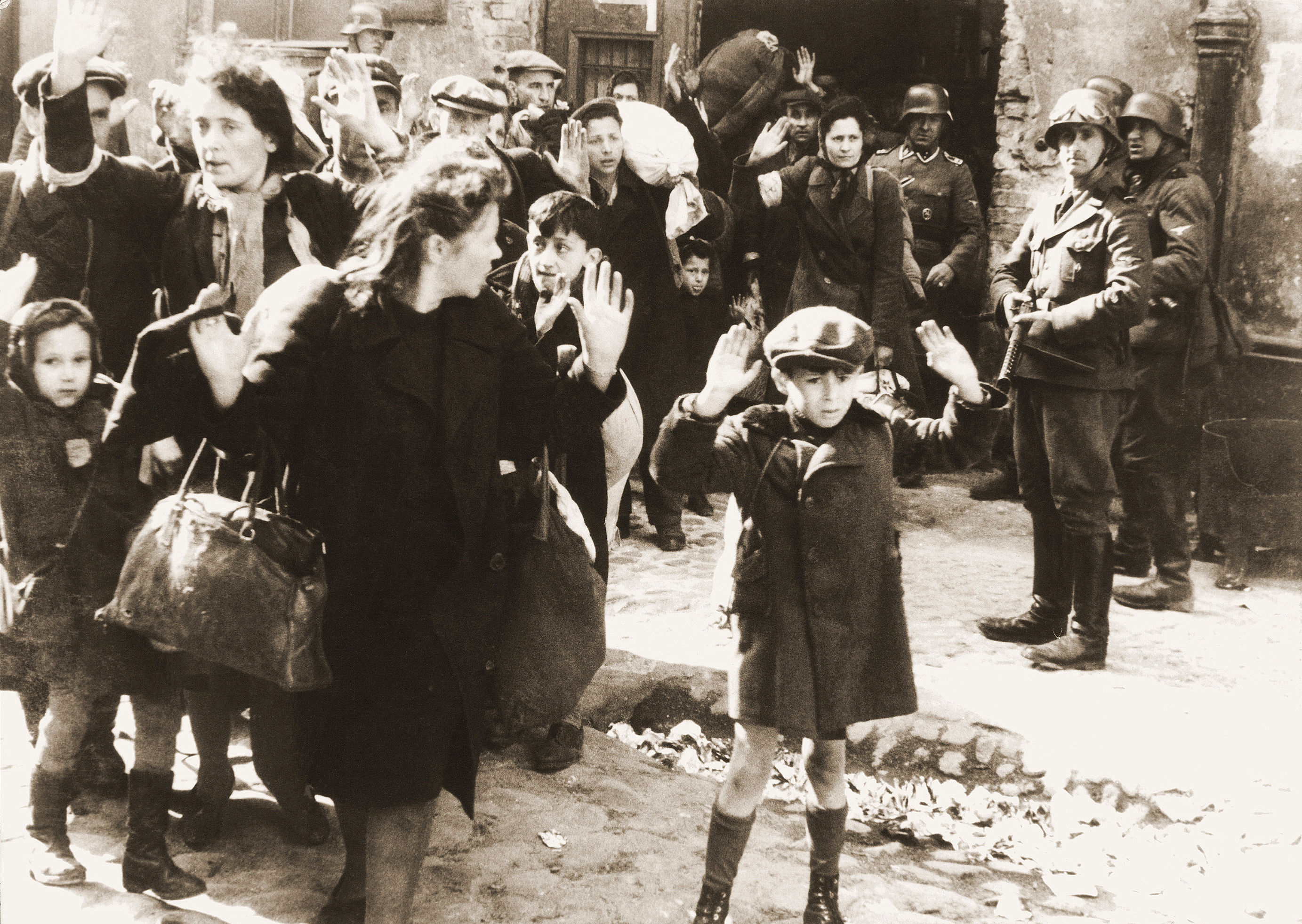
La photographie de 1943.

La plus célèbre photographie du ghetto de Varsovie est celle représentant un groupe de femmes et enfants juifs poussés hors de leur cachette par les soldats allemands en 1943, pour être envoyés à Treblinka. Y sont reconnaissables,, :
- le garçon au premier plan, qui est peut-être Artur Dab Siemiatek, ou bien Levi Zelinwarger (près de sa mère Chana Zelinwarger), ou encore Harry-Haim Nieschawer ou enfin Tsvi Nussbaum ;
- Chana Zelinwarger, avec la tête tournée, deux sacs aux bras et les mains levées ;
- Hannah (Hanka) Lamet, la petite fille à gauche qui lève la main (assassinée à Majdanek) ;
- Matylda Lamet Goldfinger, la mère de Hanka, deuxième en partant de la gauche ;
- Ahron Leizer (Leo) Kartuziński (ou Kartuzinsky) de Gdańsk, en arrière plan avec un sac blanc sur l'épaule ;
- Gołda Stawarowska, la première femme à droite, au fond, qui ne lève qu’une main ;
- Josef Blösche, le SS-Rottenführer à droite, avec une arme à feu pointée sur le garçon[13],[9].

Cette photographie est notamment récupérée dans deux œuvres d'art controversées juxtaposant le soulèvement du ghetto de Varsovie avec la souffrance palestinienne, l'une par Alan Schechner en 2003 intitulée L'Héritage des enfants victimes de mauvais traitements : de Pologne en Palestine et l'autre par Norman G. Finkelstein en 2009 avec le sous-titre « Les petits-enfants des survivants de l'Holocauste font aux Palestiniens exactement ce qui leur a été fait par les nazis allemands ».

## Dans les arts

### Au cinéma
- 1978 : Mini-série Holocauste dans laquelle est relatée l'insurrection du ghetto de Varsovie.
- 1983 : Au nom de tous les miens de Robert Enrico, adaptation du roman Au nom de tous les miens de Martin Gray.
- 2001 : 1943, l'ultime révolte.
- 2002 : Le Pianiste.

### Roman
- John Hersey, La muraille, 2 vol., Gallimard, 1979.
- David Safier, 28 jours, Pocket, 2017.

### Musique
- Sabaton, Uprising.

## Images

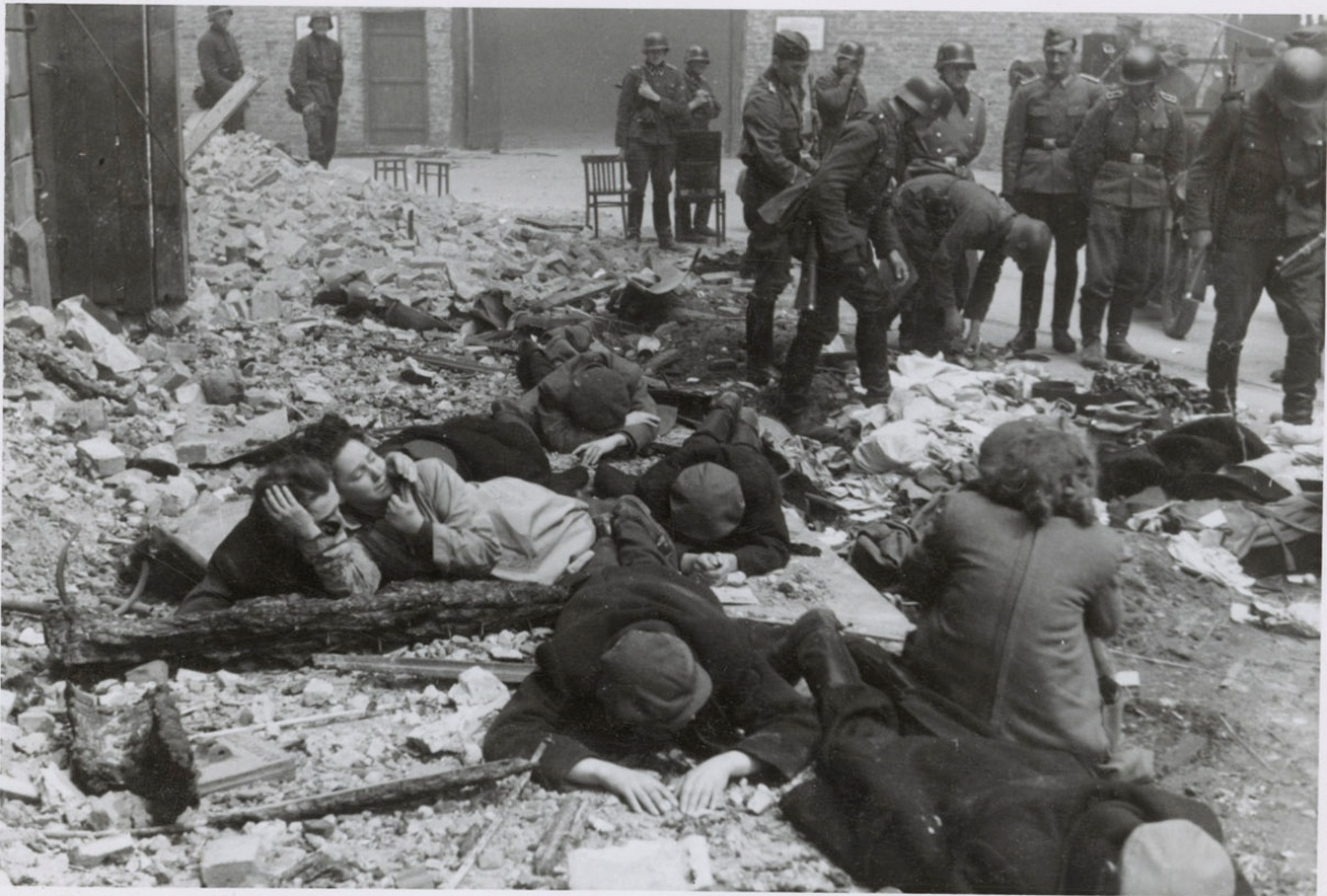
Au croisement des rues Nowolipie et Smocza.
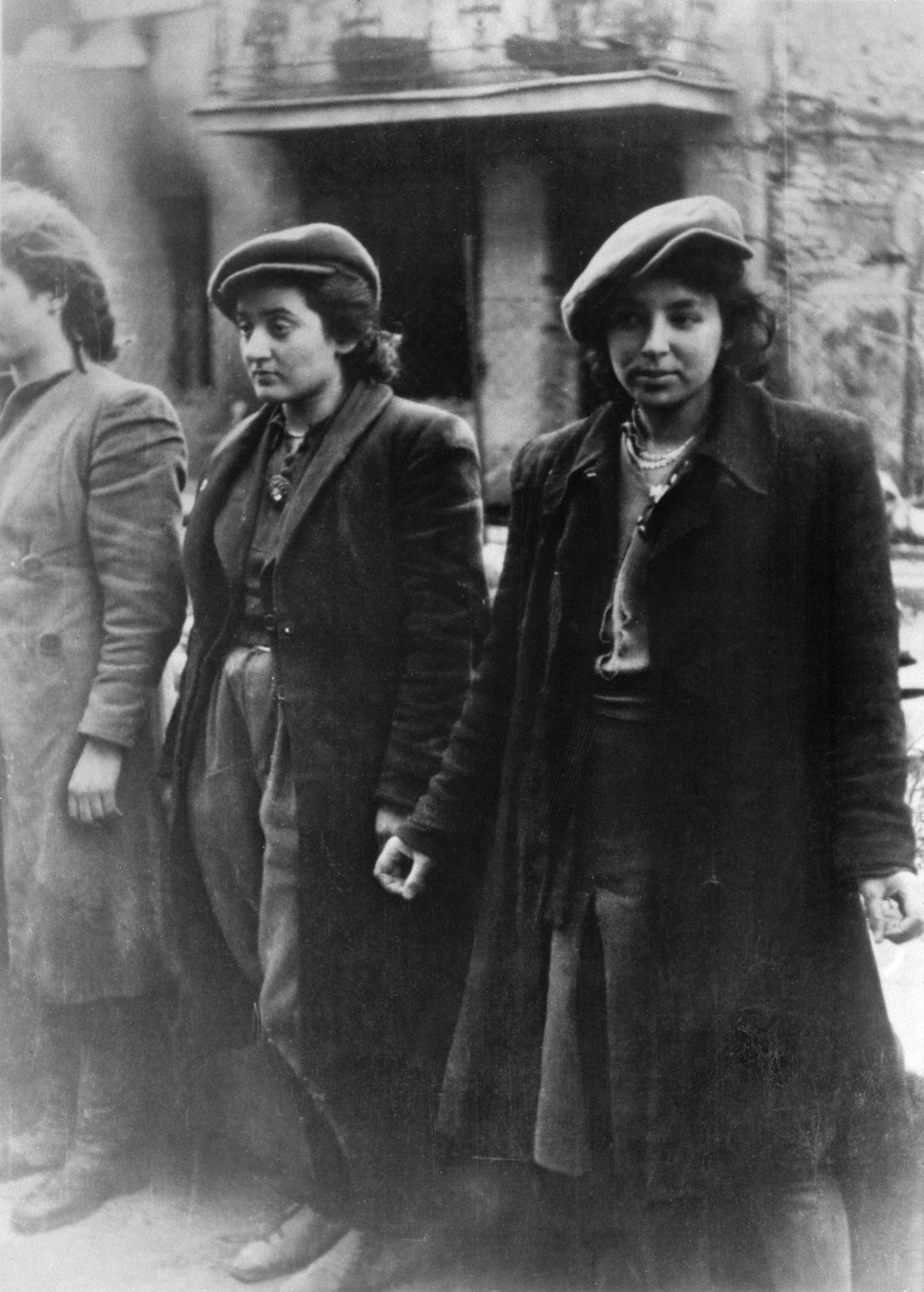
Femmes du ghetto présentées par les Allemands comme des combattantes du HeHalutz (« Pionniers », une organisation de jeunesse sioniste fondée en 1905).
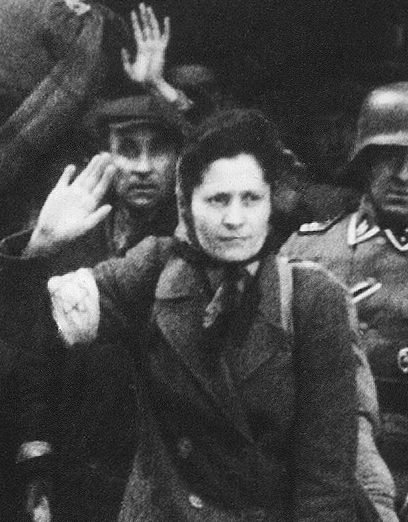
Gołda Stawarowska.